# Forêt au Maroc

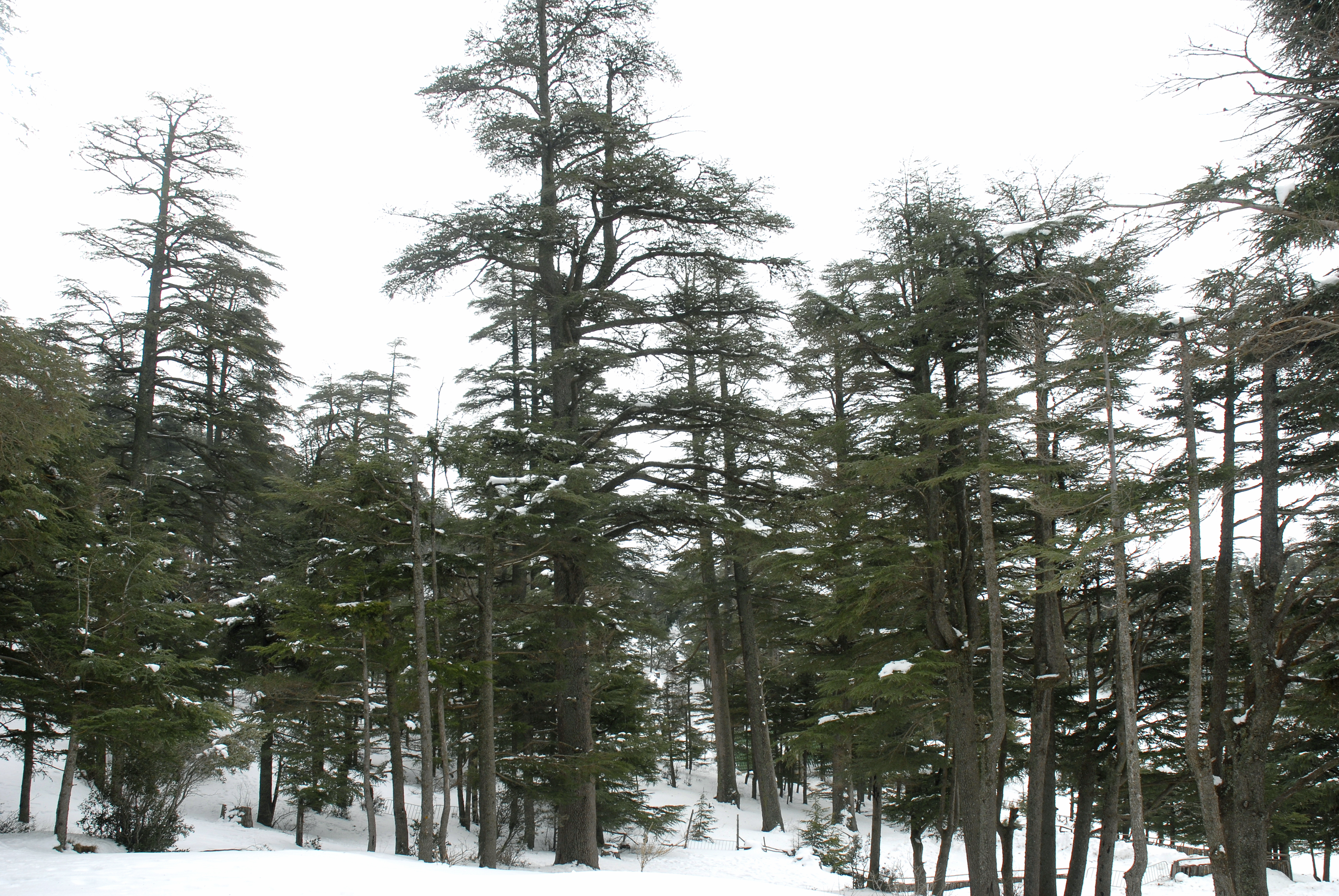
Cedrus atlantica, Atlas, Ifrane

Écorégion terrestre des Zones boisées et forêts méditerranéennes

Les forêts marocaines sont réparties en quelques grandes masses boisées bien distinctes et sans liaison entre elles. 
Le climat du Maroc est de type méditerranéen sur presque l'ensemble du territoire, mais influencé par l'océan Atlantique. Les chaînes montagneuses y sont élevées à structure complexe et très compartimentée; les plateaux et les plaines sont étendus; le Maroc a une orographie et un climat originaux, auxquels répondent une flore et une végétation originales. Considérant les phytocénoses forestières, pré-forestières et pré-steppiques, on dénombre plus de 30 espèces arborescentes majeures et plus de 30 autres espèces arborescentes secondaires qui constituent ces types de formations. Celles-ci occupent tous les bio-climats. Elles constituent des groupements dont la superficie couverte est de l'ordre de 5 millions d'ha.  Les principales formations ont les superficies suivantes: chênaie verte (Quercus ilex), 1 430 000 ha ; Tétraclinaie (Tetraclinis articulata, le cyprès de l'Atlas), 950 000 ha ; arganeraie (Argania spinosa) ; juniperaies (Juniperus phoenicea et Juniperus  thurifera), 240 000 ha ; Cédraie (Cedrus atlantica, le cèdre de l'Atlas), 140 000 ha ; pinèdes (Pinus sp), 80 000 ha. Localisé dans les zones de montagne entre 1 500 et 2 000 m, le Cèdre de l'Atlas occupe près de 200 000 ha en Afrique du Nord dont les 3/4 au Maroc et le reste en Algérie.
La forêt marocaine est reprise dans l'écorégion terrestre des Zones boisées et forêts méditerranéennes définie par le Fonds mondial pour la nature (WWF). Elle s'étend des plaines côtières aux collines du nord du Maroc, de l'Algérie et de la Tunisie, et finit par entourer les montagnes de l'Atlas. Le cyprès de l'Atlas, ancienne espèce endémique de conifères d'Afrique du Nord est représentative de la grande diversité et de l'endémisme de la flore et de la faune de cette écorégion. Cette région est très peuplée et connaît une déforestation généralisée. Cinq grands types de forêts se trouvent dans cette écorégion: les forêts de pins xériques; les forêts berbères de cyprès de l'Atlas (Tetraclinis articulata) (Fennane 1989), forêts de chênes-lièges (Quercus Suber); forêts de chênes verts (Quercus ilex) et de chênes des garrigues (Quercus coccifera); et les terres boisées d'oliviers sauvages (Olea europaea et Olea europaea subsp. maroccana) et de caroubiers (Ceratonia siliqua) et le maquis.
Les forêts existantes étaient (en 1927), les débris, encore assez imposants (on parlait de 1 800 000 à 2 millions d'ha), de massifs plus vastes et plus vigoureux, disparus sous l'action convergente de l'homme et du climat:
- Le groupe littoral ou du chêne-liège comprenant les forêts de plaine et de plateau ;
- Le groupe du Moyen-Atlas constitué par de grands massifs de cèdres et de chênes-verts;
- Celui du Haut-Atlas, dont la densité du boisement varie selon la région, avec des forêts de cèdres (Haute vallée de la Moulouya), de pins d'Alep, mais surtout de thuyas, de chênes-verts, de cyprès et de genévriers thurifères;
- Le groupe du Sud, comprenant les régions de Essaouira (Mogador) et du Souss, caractérisé par d'immenses forêts d'une essence toute spéciale que l'on ne trouve qu'au Maroc : l'arganier, souvent mélangé au thuya ou au sumac à cinq feuilles (Rhus pentaphylla (en)) dit Tizra.

Au-delà de l'Anti-Atlas, jusqu'au Drâa, on trouvait encore (en 1927) de grands boisements clairières de gommiers (Acacia gummifera, acacia endémique du Maroc répandu dans les plaines du Haouz, Rehamna, Tadla et Chaouia) .
Dans les régions Nord et Riffaine il existait aussi d'importants boisements de chêne-liège et de chêne-vert. Les plus importants massifs de cèdres et de chênes verts sont concentrés autour du Moyen-Atlas, le « château d'eau » du Maroc.